# San Pedro Garza García
San Pedro Garza García è una città del Messico situata nello stato del Nuevo León, il cui capoluogo è la località omonima. La città sorge a poca distanza da Monterrey ed è collegata ad essa attraverso il Ponte de la Unidad.
È la città col più alto PIL pro capite di tutta l'America Latina.